# Ajmer
Ajmer, o Ajmere, es una ciudad en el distrito de Ajmer en el estado de Rajastán de la India. Su población es de 525 927 habitantes (2006) y 578 906 habitantes en su área metropolitana (2006). La ciudad da su nombre a un distrito, y también a una provincia anterior de la India británica llamada Ajmer-Merwara, la cual, después de la independencia de la India, se convirtió el estado de Ajmer hasta el 1 de noviembre de 1956, cuando fue englobada en el estado de Rayastán.
Es un centro de peregrinaje para los musulmanes sufíes por la presencia del santuario de Khwaja Moinuddin Chishti, a la vez que sirve de base para las vistas a Pushkar, de la que dista 11 km y es un antiguo lugar de peregrinaje hindú, famoso por albergar uno de los únicamente tres templos de la India dedicados al dios Brahma.

## Geografía
Se sitúa en 26° 27 N y 74° 44 E en las zonas más bajas de la colina de Taragarh. Al norte de la ciudad un lago artificial llamado Anasagar, abastece la ciudad.
Ajmer está rodeada por las montañas Aravalli. 